# Robert N. Bradbury
Robert N. Bradbury, all'anagrafe Robert North Bradbury (Walla Walla, 23 marzo 1886 – Glendale, 24 novembre 1949), è stato un regista e sceneggiatore statunitense.

## Biografia
Prolifico regista della prima metà del Novecento, specializzato in pellicole western, diresse oltre 125 film tra il 1918 e il 1941. La sua notorietà è principalmente legata al fatto di aver diretto il giovane John Wayne all'inizio della carriera, in ben 13 film nell'arco di soli tre anni, tra il 1933 e il 1935.
La sua produzione, iniziata nel 1918, comprende un grande numero di pellicole del periodo del muto e, in seguito, molte opere appartenenti al cosiddetto filone poverty row, ossia B-movie a basso costo e breve durata, con attori spesso sconosciuti.
Era padre dell'attore Bob Steele (1907-1988), che diresse in alcune pellicole.

## Filmografia

### Regista
- The Iron Test (1918)
- The Wooing of Riley (1918)
- The Last of His People (1919)
- The Faith of the Strong (1919)
- Perils of Thunder Mountain (1919)
- Into the Light (1920)
- The Adventures of Bob and Bill (1920)
- Trailing the Coyote (1921)
- The Heart of Dorean (1921)
- A Day in the Wilds (1921)
- The Spirit of the Lake (1921)
- The Honor of Ramirez (1921)
- The Skunk (1921)
- Lorraine of the Timberlands (1921)
- Mother o' Dreams (1921)
- The Civet Cat (1921)
- The Wolver (1921)
- The American Badger (1921)
- Catching a Coon (1921)
- The Sage-Brush Musketeers (1921)
- The Tempest (1921)
- The Impostor (1921)
- Riders of the Law (1921)
- Come Clean (1922)
- At Large (1922)
- A Guilty Cause (1922)
- The Hour of Doom (1922)
- Ridin' Through (1922)
- Two Men (1922)
- Daring Dangers (1922)
- Seeing Red (1922)
- It Is the Law (1922)
- The Opossum (1922)
- Mysterious Tracks (1922)
- Dangerous Trails (1922)
- The Red Warning (1923)
- No Tenderfoot (1923)
- What Love Will Do (1923)
- The Wolf Trapper (1923)
- Face to Face - cortometraggio (1923)
- Il cavaliere del deserto (Desert Rider) (1923)
- Wolf Tracks (1923)
- Gallopin' Through (1923)
- The Forbidden Trail  (1923)
- In High Gear (1924)
- Yankee Speed (1924)
- Behind Two Guns (1924)
- The Galloping Ace (1924)
- Wanted by the Law (1924)
- Il cavaliere fantasma (The Phantom Horseman) (1924)
- The Man from Wyoming (1924)
- Just Plain Folks (1925)
- The Danger Zone (1925)
- Hidden Loot (1925)
- The Battler (1925)
- The Speed Demon (1925)
- Moccasins (1925)
- Riders of Mystery (1925)
- Davy Crockett at the Fall of the Alamo (1926)
- The Fighting Doctor (1926)
- Looking for Trouble (1926)
- Daniel Boone Thru the Wilderness (1926)
- The Border Sherriff (1926)
- The Mojave Kid (1927)
- Sitting Bull at the Spirit Lake Massacre (1927)
- Headin' for Danger (1928)
- Lightning Speed (1928)
- A Son of the Plains (1931)
- Dugan of the Badlands (1931)
- Texas Buddies (1932)
- Hidden Valley (1932)
- Son of Oklahoma (1932)
- The Man from Hell's Edges (1932)
- Riders of the Desert (1932)
- Law of the West (1932)
- Il cavaliere del destino (1933)
- Ranger's Code (1933)
- Galloping Romeo (1933)
- The Gallant Fool (1933)
- Breed of the Border (1933)
- Western Justice (1934)
- La frontiera senza legge (The Lawless Frontier) (1934)
- The Trail Beyond (1934)
- Happy Landing (1934)
- La valle del terrore (The Star Packer) (1934)
- L'invincibile dello Utah (The Man from Utah) (1934)
- Acciaio blu (Blue Steel) (1934)
- West of the Divide (1934)
- La valle dell'oro (1934)
- Trail of Terror (1935)
- The Courageous Avenger (1935)
- Alias John Law (1935)
- L'oro di Picano Valley (Lawless Range) (1935)
- Between Men (1935)
- The Rider of the Law (1935)
- No Man's Range (1935)
- Verso il West! (Westward Ho) (1935)
- Sundown Saunders (1935)
- Cavaliere all'alba (The Dawn Rider) (1935)
- Tombstone Terror (1935)
- Smokey Smith (1935)
- Rainbow Valley (1935)
- Big Calibre (1935)
- Kid Courageous (1935)
- I gangsters del Texas (Texas Terror) (1935)
- La grande avventura (Headin' for the Rio Grande) (1936)
- The Gun Ranger (1936)
- Cavalry (1936)
- Brand of the Outlaws (1936)
- The Law Rides (1936)
- Last of the Warrens (1936)
- The Kid Ranger (1936)
- Valley of the Lawless (1936)
- Gli avventurieri delle rocce (Romance of the Rockies) (1937)
- Stars Over Arizona (1937)
- Riders of the Dawn (1937)
- Riders of the Rockies (1937)
- Sing, Cowboy, Sing (1937)
- The Trusted Outlaw (1937)
- Hittin' the Trail (1937)
- Fiamme nel Texas (Trouble in Texas) (1937)
- La valle dell'inferno (Danger Valley) (1937)
- L'espresso delle Montagne Rocciose (Where Trails Divide) (1937)
- Il terrore del West (God's Country and the Man) (1937)
- Forbidden Trails (1941)

### Attore
- The Kiss of Dishonor, regia di Norval MacGregor - cortometraggio (1915)
- Tennessee's Pardner, regia di George Melford (1916)
- A Gutter Magdalene, regia di George H. Melford (1916)
- The Race, regia di George Melford (1916)
- North of Nome, regia di Raymond Johnson (1925)

### Sceneggiatore (parziale)
- Along the Malibu, regia di Cleo Madison e William V. Mong - soggetto (1916)
- The Fighting Grin, regia di Joseph De Grasse - soggetto (1918)
- Nobody's Wife, regia di Edward LeSaint (1918)
- Jacques of the Silver North, regia di Norval MacGregor - sceneggiatura (1919)
- Il coraggio di Magda (The Courage of Marge O'Doone), regia di David Smith - sceneggiatura (1920)
- The Impostor, regia di Robert N. Bradbury (1921)
- The Tempest, regia di Robert N. Bradbury - adattamento (1921)
- The Forbidden Trail, regia di Robert N. Bradbury - sceneggiatura e didasclie (1923)
- Yankee Speed, regia di Robert N. Bradbury (1924)